# 高沙窝镇
高沙窝镇，是中华人民共和国宁夏回族自治区吴忠市盐池县下辖的一个乡镇级行政单位。

## 行政区划
高沙窝镇下辖以下地区：
安康社区、高沙窝村、南梁村、长流墩村、施记圈村、营西村、宝塔村、二步坑村、大圪垯村和李庄子村。